# Omnibusbolaget
Malmö Omnibus AB, vanligen kallat Omnibusbolaget, var under åren 1898-1907 ett hästomnibusbolag i Malmö.
Malmö Omnibus AB bildades den 1 juli år 1898 och leddes av grosshandlaren Andreas Riis. Bolaget bedrev hästomnibustrafik mellan Stortorget och Fridhem. Riis var från Köpenhamn och hade i sin hemstad inköpt två begagnade hästomnibussar, vilka tidigare gått i trafik i på linjen i Strandvejen till Klampenborg. I Malmö drogs de av hästarna Odin och Singer.
Hästomnibussarna gick i entimmestrafik på en ringlinje med sträckningen: Stortorget - Södergatan - Gustaf Adolfs torg - Södra Tullgatan - Regementsgatan - Fridhem - Rönneholmsvägen (bestod då av nuv. Nordlinds väg, en försvunnen del genom Rönneholmsparken samt nuv. Västra och Östra Rönneholmsvägen) - Södra Förstadsgatan - Södra Tullgatan - Gustaf Adolfs torg - Södergatan - Stortorget. Omnibusstationen med stall var belägen vid Omnibusgatan (nuv. Ingelstadsgatan) vid Fridhem. Taxan var ursprungligen 10 öre, men höjdes senare till 15 öre. Linjen var olönsam och bolaget övervägde att istället satsa på spårvägstrafik. Detta förverkligades aldrig och trafiken nedlades den 4 augusti 1907 då den ersattes med Malmö stads spårvägars linje 4.